# Епархия Палмас-Франсишку-Белтрана
 Епархия Палмас-Франсишку-Белтрана (лат. Archidioecesis Cascavellensis) — архиепархия Римско-католической церкви c центром в городе Палмас, Бразилия. Епархия Палмас-Франсишку-Белтрана входит в митрополию Каскавела. Кафедральным собором епархии Палмас-Франсишку-Белтрана является собор Доброго Пастыря.

## История
9 декабря 1933 года Римский папа Пий XI издал буллу Ad maius christifidelium, которой учредил территориальную прелатуру Палмаса, выделив её из епархий Лажиса и Понта-Гросы. В этот же день епархия Палмаса вошла в митрополию Куритибы.
14 января 1958 года территориальная прелатура Палмаса передала часть своей территории епархии Шапеко. В этот же день буллой Quoniam venerabilis Римского папы Пия XII.
16 января 1979 года епархия Палмаса вошла в митрополию Каскавела.
7 января 1987 года епархию Палмаса была переименована в епархию Палмаса-Франсишку-Белтрана.

## Ординарии епархии
- епископ Carlos Eduardo de Sabóia Bandeira Melo (13.12.1947 — 7.02.1969);
- епископ Agostinho José (Benito) Sartori (16.02.1970 — 24.08.2005);
- епископ José Antônio Peruzzo (24.08.2005 — по настоящее время).

## Источник
- Annuario Pontificio, Ватикан, 2007
- Булла Ad maius christifidelium, AAS 27 (1935), стр. 33  (лат.)
- Булла Quoniam venerabilis, AAS 50 (1958), стр. 507  (лат.)